# Boeing 727

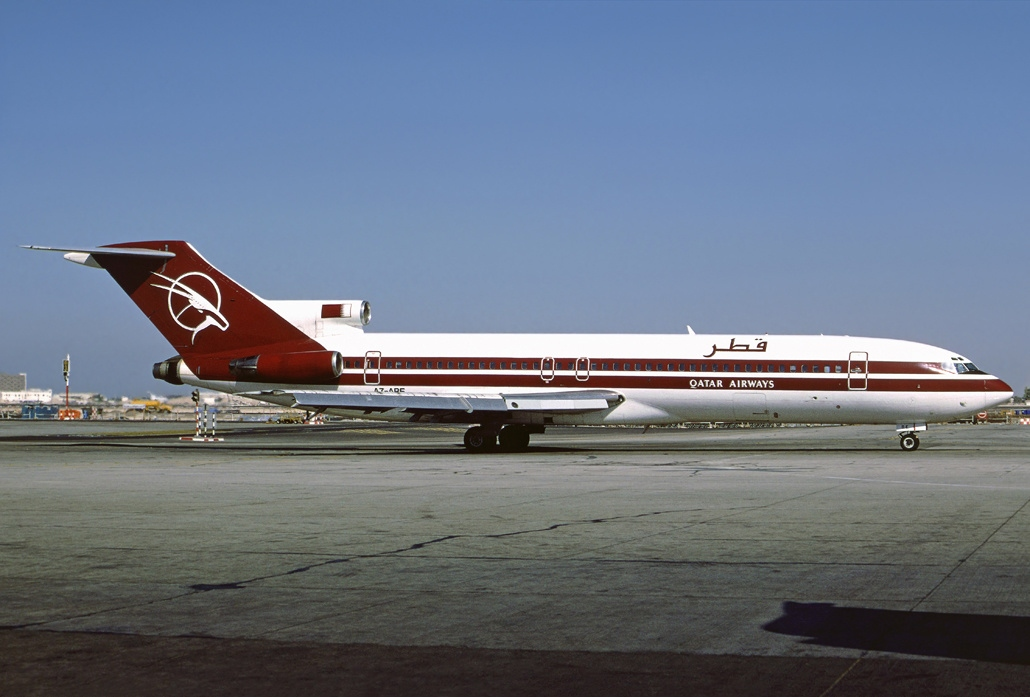
Un Boeing 727-200 di Qatar Airways

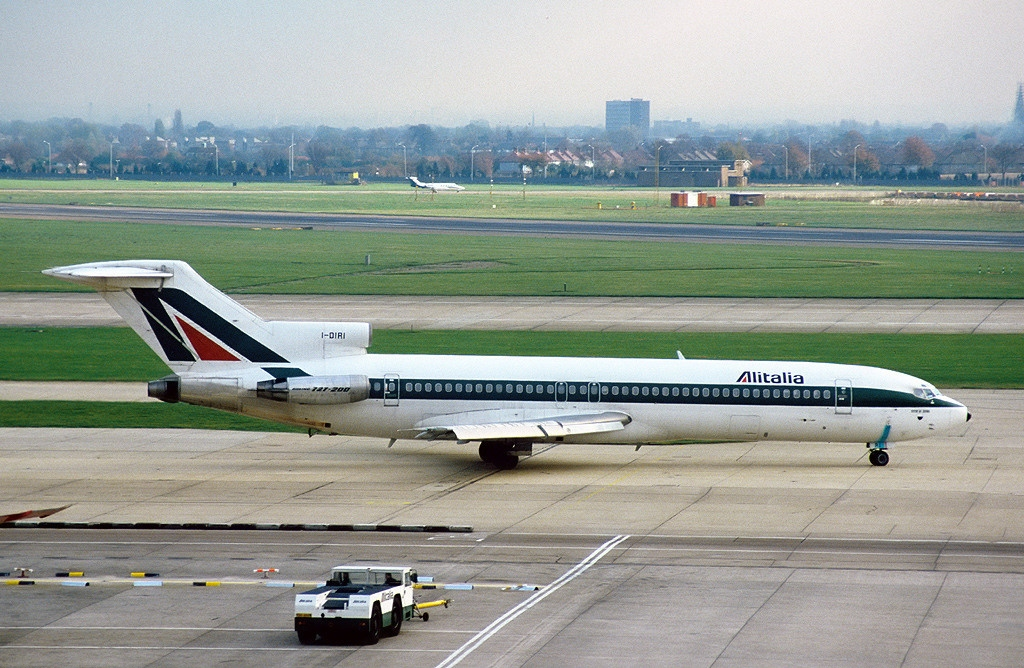
Un Boeing 727 di Alitalia

Il Boeing 727 è un aereo di linea trimotore a fusoliera stretta a getto ad ala bassa prodotto dall'azienda statunitense Boeing dagli anni sessanta fino al 1984.
Unico aereo a reazione trimotore prodotto dalla Boeing è concepito per trasportare da 149 a 189 passeggeri su rotte fino a oltre 5.700 km. Dal punto di vista progettuale è il successore del quadrimotore Boeing 707, con cui condivide la struttura della sezione trasversale superiore della fusoliera e il design della cabina di pilotaggio.
Per le sue caratteristiche tecnico operative il 727 si è affermato su scala mondiale nel mercato dei servizi passeggeri a corto-medio raggio, nonché per servizi cargo: la produzione si attestò su grandi numeri, raggiungendo il picco massimo durante gli anni 1970, per poi terminare nel 1984 con oltre 1500 esemplari consegnati.
Fino all'entrata in servizio del Boeing 737, il 727 è stato l'aereo a reazione più venduto al mondo.

## Storia del progetto

### Sviluppo
Il progetto nacque da un compromesso tra le richieste delle compagnie aeree United Airlines, American Airlines e Eastern Air Lines in merito alle specifiche tecniche di un aereo capace di sostituire il Boeing 707. La United richiedeva un quadrimotore per operare dagli aeroporti ad alta quota, la American un bimotore per semplicità di manutenzione, mentre la Eastern desiderava un trimotore per i voli marittimi verso i Caraibi.
Scelta la formula a tre propulsori, venne sviluppato il 727: un aereo dalla fusoliera corta e massiccia, con ali a freccia arretrate, carrelli posteriori annegati nelle radici alari e tre motori montati in coda, dei quali due innestati sulla fusoliera e uno nel piano verticale dell'impennaggio (con ugello d'uscita ribassato nel vertice del cono caudale).
Ricevute circa 80 ordinazioni preventive, nel 1960 la Boeing iniziò la produzione e nel 1964 le compagnie poterono utilizzare il nuovo aereo. Il grande successo di vendite venne raggiunto grazie alla versione 727-200, dotata di una fusoliera allungata rispetto alla versione 100 e quindi forte di una maggiore capacità di carico.
Rivelatosi un mezzo versatile e affidabile, il 727 venne adottato in via privilegiata da molte compagnie aeree, che ne fecero la spina dorsale della propria flotta per i collegamenti locali. Il trimotore Boeing ebbe, secondo alcuni commentatori, un impatto paragonabile a quello del DC-3 (precedente modello di riferimento dell'aereo di successo) e preparò la strada al successo ancora maggiore del Boeing 737.
All'inizio del XXI secolo il 727 era ancora in servizio presso molte compagnie aeree, sebbene superato tecnicamente e divenuto dispendioso rispetto ai bimotori, il cui affinamento li aveva resi via via più efficienti e più appetibili sul mercato dei voli. Fu anche tra gli ultimi aeroplani a volare con tre membri d'equipaggio in cabina: la figura dell'ingegnere di bordo era infatti ormai prossima a scomparire in quanto resa superflua dall'adozione dell'avionica computerizzata.
A seguito dei fatti dell'11 settembre 2001, il rincaro del costo del carburante, unito al calo delle vendite di biglietti aerei e all'aumento dei costi di manutenzione (circostanza naturale per gli aerei obsolescenti), il ritiro dal servizio del 727 accelerò. La Delta Air Lines fu l'ultima grande compagnia internazionale a mantenerli in flotta: l'ultimo esemplare operativo venne dismesso nel 2003.
Il suo impiego è tuttavia proseguito presso compagnie aeree minori, compagnie cargo e charter, nonché nel ramo del trasporto privato.

## Tecnica
Il 727 ha riscosso successo per le proprie caratteristiche tecniche, quale la capacità di operare da piste abbastanza corte senza pregiudicare l'autonomia necessaria per le rotte di lunghezza media. Questo ha permesso alle compagnie aeree di collegare città di medie dimensioni dotate aeroporti piccoli (tra le quali famose località turistiche) alle città più grandi dotate di hub internazionali. Questa sua capacità è dovuta soprattutto al particolare disegno alare: grazie all'estensione di dispositivi di ipersostentazione quali alettoni flap, aerofreni, slat e aleironi la portanza aumenta notevolmente permettendo al 727 di atterrare e decollare a velocità molto ridotte e su corte distanze.
Il 727 è stato progettato per operare da aeroporti di piccole dimensioni, ed è stato quindi necessario renderlo autonomo rispetto a tutte quelle strutture aeroportuali di cui gli altri aerei hanno bisogno. Una delle caratteristiche principali del 727 è la scaletta di bordo collocata nella parte posteriore della fusoliera che permette ai passeggeri di salire e scendere anche laddove non è possibile disporre di autoscale o manicotti d'imbarco. È stato anche uno dei primi aerei dotati di APU (Auxiliary Power Unit) che fornisce energia ai sistemi di bordo, in modo da permettere l'avviamento dei motori senza generatori di terra.
I motori PW-JT8D dei quali il 727 è dotato si caratterizzano per la loro notevole rumorosità: l'irrigidimento progressivo delle normative in merito ha via via reso obbligatoria l'applicazione di hush kit (dispositivi insonorizzanti) sugli ugelli di spinta.

## Impiego operativo
Oltre ai voli domestici di medio raggio, il 727 è stato molto utilizzato per collegamenti internazionali, nel trasporto di merci e nei servizi charter. La Federal Express iniziò la "rivoluzione" dei cargo nel 1975 proprio impiegando un 727: in seguito molte compagnie dedicate al trasporto di merci adottarono in via privilegiata il 727 nelle loro flotte (a titolo d'esempio, la United States Postal Service lo utilizzò come aereo postale).
Alcune compagnie usano (o hanno usato) il 727 per trasportare i passeggeri verso i propri villaggi turistici o navi da crociera: ad esempio la Carnival Cruise Lines usa sia il 727 che il 737 per trasportare i passeggeri dagli hub internazionali alle città in cui sono ancorate le loro navi.
Le principali compagnie civili che lo hanno utilizzato sono l'AeroSur, Aerolíneas Argentinas, Air Canada, Air One, Air France, ANA, Alitalia, American Airlines, Australian Airlines, Avianca, China Airlines, Copa, Delta Air Lines, Dominicana, Eastern Airlines, Federal Express, Iberia, Japan Airlines, JAT, Korean Air, Lloyd Aéreo Boliviano, Lufthansa, Mexicana, Northwest Airlines, Olympic Airways, Pan Am, Singapore Airlines, Tarom, US Airways, Viasa e, tra le compagnie charter, la già citata Carnival Airlines e Hapag-Lloyd.
Nell'ambito militare, il 727 è stato impiegato dalle forze aeree belghe, jugoslave e neozelandesi.

### Incidenti
- Incidenti con irrecuperabilità dell'aereo (hull-loss): 85, con un totale di 3.698 morti.
- Altri incidenti: 15, con un totale di 256 morti.
- Dirottamenti: 180, con un totale di 90 morti.
- Nel 1985 un 727 dell'Iberia urtò delle antenne televisive atterrando all'aeroporto di Bilbao, uccidendo 148 persone.
- Nel 1983 il 7 dicembre, a Madrid causa nebbia sulla pista ci fu una collisione tra un 727 dell'Iberia in rullaggio (volo 350 in partenza per Roma) e un Douglas DC-9 della Aviaco, volo 134 in decollo verso Santander. Vi furono 93 morti. Vedi Disastro aereo di Madrid.
- Nel 1978 un 727 della Pacific Southwest precipitò in seguito alla collisione in volo con un Cessna 172 a San Diego, causando 144 morti.
- Nel 2011 il Volo Iran Air 277, operato dalla compagnia aerea Iran Air con il 727-286Adv marche EP-IRP, è precipitato per le avverse condizioni meteorologiche in fase di avvicinamento all'Aeroporto di Urmia, nei pressi dell'omonima città iraniana. Era decollato da Teheran, da dove è partito con 1 ora di ritardo a causa del maltempo. Questo incidente ha causato 77 morti.[2]
- Il 21 dicembre 2016 un 727 dell'Aereosucre precipitò pochi istanti dopo la partenza dall'aeroporto della città di Puerto Carreño con destinazione Bogotà. Nello schianto morirono 5 membri dell'equipaggio e un sesto rimase gravemente ferito.

## Versioni
727-100
versione passeggeri a fusoliera corta, realizzata in 407 esemplari.
727-100C
versione convertibile passeggeri/merci a fusoliera corta, realizzata in 164 esemplari.
727-200
versione passeggeri a fusoliera lunga, realizzata in 1245 esemplari.
727-200F
versione per trasporto merci a fusoliera lunga, realizzata in 15 esemplari.

## Dati tecnici
| Dati                                    | 727-100                        | 727-100C                       | 727-200                        |
| --------------------------------------- | ------------------------------ | ------------------------------ | ------------------------------ |
| Codice ICAO                             | B721                           | B721                           | B722                           |
| Codice IATA                             | 721                            | 721                            | 722                            |
| Equipaggio in cabina di pilotaggio      | 2 piloti e 1 ingegnere di volo | 2 piloti e 1 ingegnere di volo | 2 piloti e 1 ingegnere di volo |
| Capacità massima passeggeri             | 131                            | 131                            | 189                            |
| Lunghezza totale                        | 40,59 m                        | 40,59 m                        | 46,68 m                        |
| Diametro cabina                         | 3,22 m                         | 3,22 m                         | 3,22 m                         |
| Diametro fusoliera                      | 3,76 m                         | 3,76 m                         | 3,76 m                         |
| Larghezza piano orizzontale             | 10,90 m                        | 10,90 m                        | 10,90 m                        |
| Apertura alare                          | 32,92 m                        | 32,92 m                        | 32,92 m                        |
| Superficie alare                        | 153,0 m²                       | 153,0 m²                       | 153,0 m²                       |
| Freccia alare                           | 32°                            | 32°                            | 32°                            |
| Altezza fusoliera                       | 5,41 m                         | 5,41 m                         | 5,46 m                         |
| Altezza totale                          | 10,44 m                        | 10,44 m                        | 10,65 m                        |
| Passo                                   | 16,23 m                        | 16,23 m                        | 19,28 m                        |
| Peso operativo a vuoto (OEW)            | 39 800 kg                      | 41 400 kg                      | 44 310 kg                      |
| Peso massimo senza carburante (MZFW)    | 53 600 kg                      | 56 100 kg                      | 62 700 kg                      |
| Peso massimo durante il rullaggio (MTW) | 73 100 kg                      | 73 100 kg                      | 84 400 kg                      |
| Peso massimo al decollo (MTOW)          | 72 600 kg                      | 72 600 kg                      | 83 900 kg                      |
| Peso massimo all'atterraggio (MLW)      | 62 400 kg                      | 62 400 kg                      | 70 100 kg                      |
| Carico utile massimo                    | 13 800 kg                      | 14 700 kg                      | 18 340 kg                      |
| Capacità cargo                          | 25,0 m³                        | 25,0 m³                        | 43,0 m³                        |
| Capacità massima carburante             | 29 069 L                       | 29 069 L                       | 30 620 L                       |
| Velocità di crociera                    | 0,84 Mach (1 037,23 km/h)      | 0,84 Mach (1 037,23 km/h)      | 0,84 Mach (1 037,23 km/h)      |
| Velocità massima                        | 0,90 Mach (1 111,32 km/h)      | 0,90 Mach (1 111,32 km/h)      | 0,90 Mach (1 111,32 km/h)      |
| Autonomia                               | 2 600 nmi 4 815 km             | 2 600 nmi 4 815 km             | 3 100 nmi 5 741 km             |
| Quota di tangenza                       | 42 000 ft (12 800 m)           | 42 000 ft (12 800 m)           | 42 000 ft (12 800 m)           |
| Motori (x3)                             | PW JT8D-9                      | PW JT8D-9                      | PW JT8D-17                     |
| Spinta (x3)                             | 56-64 kN                       | 56-64 kN                       | 68-77 kN                       |

## Utilizzatori
L'ultimo volo passeggeri commerciale è stato effettuato il 13 gennaio 2019 da parte di Iran Aseman Airlines, da Zahedan a Teheran, Iran.
All'aprile 2024, dei 1 831 esemplari prodotti, 35 sono operativi. Il Boeing 727 non è più in produzione, tutti i velivoli ordinati sono stati consegnati.

### Civili
Gli utilizzatori sono:
- Serve Air Cargo (4 esemplari)
- Total Linhas Aéreas (3 esemplari)
- Aerosucre (2 esemplari)
- Air Class Líneas Aéreas (2 esemplari)
- IFL Group (2 esemplari)
- Oil Spill Response Limited (2 esemplari)
- Safe Air Cargo (2 esemplari)
- USA Jet Airlines (2 esemplari)
- Astral Aviation (1 esemplare)
- Líneas Aéreas Suramericanas (1 esemplare)
- Raytheon Technologies (1 esemplare)
- Uniworld Air Cargo (1 esemplare)
- Waypoint Airways (1 esemplare)
- Zero Gravity Corporation (1 esemplare)

### Governativi e militari
Gli utilizzatori sono:
- Forza Aerea della Repubblica Democratica del Congo (3 esemplari)
- Policía Federal (2 esemplari)
- Forza Aerea del Burkina Faso (1 esemplare)
- Forza Aerea della Colombia (1 esemplare)
- Forza Aerea dell'Ecuador (1 esemplare)
- Guardia Nacional (1 esemplare)